# Director
Directorul  (din latină director, în franceză directeur) este o persoană care conduce o afacere, o organizație, o publicație sau o instituție (de învățământ). Directorul este cel mai adesea un angajat. 
Diverse tipuri de directori:
- Director general
- Director tehnic
- Director artistic
- Director (educație)
- Regizor de film
- Director de operă
- Director de teatru
- Director de imagine

## În cultura populară
- Directorul nostru (1955)

## Vezi și
- Manager